# Free Software Foundation
Die Free Software Foundation (FSF, deutsch Stiftung für freie Software) ist eine nichtstaatliche Stiftung (NGO), die als gemeinnützige Organisation 1985 von Richard Stallman mit dem Zweck gegründet wurde, freie Software zu fördern und für diese Arbeit Kapital zusammenzutragen. Executive Director der Free Software Foundation ist seit Februar 2022 Zoë Kooyman (Stand: 24. September 2024).
Bis Mitte der 1990er wurden die Finanzmittel der FSF im Wesentlichen dazu verwendet, Programmierer für die Entwicklung freier Software anzustellen. Seitdem viele Unternehmen und Privatpersonen begonnen haben, selbständig freie Software zu schreiben, konzentriert sich die Arbeit der FSF zunehmend auf rechtliche und strukturelle Belange der Freie-Software-Gemeinschaft.

## Arbeit der FSF
Die Hauptaufgabe der FSF ist die finanzielle, personelle, technische und juristische Unterstützung des GNU-Projekts (und damit neben der Software auch der Lizenzen GPL, LGPL, AGPL und GFDL). Neben dieser Arbeit bemüht sich die FSF gleichzeitig um allgemeine Beratung, Berichterstattung und Aufklärung rund um freie Software.
Das GPLv3.fsf.org-Projekt beinhaltet die Ausarbeitung und die Kommunikation rund um die Schaffung der neuen Version der GNU-Lizenzen.
Das Projekt GPL Compliance Lab bemüht sich, rechtliche Verstöße gegen die GNU General Public License, aber auch gegen andere GNU-Lizenzen zu ahnden bzw. Rechteinhabern bei Verstößen gegen die Lizenzen rechtlichen Beistand zu gewähren und entsprechend zu beraten. In diesem Rahmen werden auch Fragen bezüglich der Lizenzierung von Software beantwortet.
Die Software des GNU-Projekts wird dabei neben anderer Software vom GNU-Savannah-Projekt gehostet, das eine Infrastruktur zur Entwicklung und Koordination freier Software bietet.
Das Free Software Directory dient als zentrales Verzeichnis freier Software.

### Kampagnen
Die FSF hat die Kampagne Defective by Design gestartet, die sich gegen die Digitale Rechteverwaltung (englisch Digital Rights Management, DRM, von der FSF als Digital Restrictions Management bezeichnet) wehrt. In DRM sieht die Free Software Foundation die Gefahr der „Zerstörung der digitalen Zukunft“.
Mit der Kampagne Badvista gegen das Microsoft-Betriebssystem Windows Vista soll der Computernutzer über die Nachteile des proprietären Betriebssystems aufgeklärt werden. Zudem werden freie Betriebssysteme, welche dem Nutzer mehr Freiheiten lassen, als Alternativen präsentiert. Kritisiert wird unter anderem, dass die Gerätetreiber bei jeder Aktualisierung deaktiviert werden können, wenn Microsoft sich dazu entschließt. Das soll mit den Geräten jener Hersteller geschehen, von denen Microsoft meint, sie schützen unzulänglich vor dem Umgehen der vorgesehenen Nutzungsbeschränkungen.

### Produkt-Zertifizierungsprogramm (RYF)
Die FSF unterhält ein „Respects Your Freedom“ (RYF) Produkt-Zertifizierungsprogramm, um die Herstellung und den Verkauf von Hardware zu fördern, die Freiheit und Privatsphäre des Nutzers respektiert. Um den Anforderungen zu entsprechen, muss ein Produkt 100 Prozent Freie Software nutzen, frei von Hintertüren sein und andere Anforderungen erfüllen.
Ende 2015 wurden 9 Produkte nach RYF zertifiziert, darunter Laptops, ein 3D-Drucker, ein WLAN-Router, und ein USB Wireless Access Point.

## Struktur

### Vorstandsmitglieder
- Geoffery Knauth, Senior Software Engineer bei SFA, Inc.
- Lawrence Lessig, Jura-Professor an der Stanford University
- Henri Poole, Gründer von CivicActions
- Gerald J. Sussman, Informatikprofessor am MIT

### Schwester-Organisationen
Am 10. März 2001 wurde die Free Software Foundation Europe gegründet, um die Belange freier Software im europäischen Raum zu vertreten. Da es bisher keine allgemeine europaweit gültige Regelung für gemeinnützige Organisationen gibt, agiert die FSFE als Schirm-Organisation für die so genannten Chapters in den unterschiedlichen Ländern Europas. Als Schwesterorganisation der Free Software Foundation in den USA konzentriert sie ihre Aktivitäten im Umkreis des GNU-Projekts, beschränkt sich aber nicht darauf. Präsident der FSFE ist Matthias Kirschner.
Die FSFE versteht es als ihre Hauptaufgabe, Initiativen freier Software in Europa zu koordinieren, ein Kompetenzzentrum für Politiker, Anwälte und Journalisten bereitzustellen und die Infrastruktur für freie Softwareprojekte und speziell das GNU-Projekt zur Verfügung zu stellen.
Im Jahr 2003 wurde in Kerala die Free Software Foundation India gegründet. Am 23. November 2005 wurde die FSLA – Free Software Foundation Latin America in Rosario, Argentinien, gegründet.

### Mitgliedschaft
Am 25. November 2002 startete die FSF das FSF Associate Membership Programm für Einzelpersonen. Im März 2005 hatten sich mehr als 3400 Mitglieder angemeldet.
Am 5. März 2003 wurde das Corporate Patron Programm für Unternehmen ins Leben gerufen. Mittlerweile unterstützen 45 Firmen dieses Projekt.

## Auszeichnungen
Die Free Software Foundation, die ihrerseits seit 1998 den FSF Award for the Advancement of Free Software und seit 2005 den Free Software Award for Projects of Social Benefit vergibt, hat bedeutende Auszeichnungen erhalten:
- 1999: Linus Torvalds Award for Open Source Computing[5]
- 2004: Prix Ars Electronica Award of Distinction in the category of Digital Communities[6]